# 马庫斯·福瑞瑟
马庫斯·福瑞瑟（Marcus Fraser，1978年7月26日—）是澳大利亞的一位高爾夫球運動員。他參加高爾夫歐巡賽以及PGA訊婚事澳大利亞賽的比賽。他曾經在超市工作。2002年，他轉為職業選手。迄今為止，他已經贏得了3個歐巡賽賽事的冠軍。

## 外部連結
- Template:AustralasiaTour player
- 马庫斯·福瑞瑟在歐洲巡迴賽官方網站
- 马庫斯·福瑞瑟在男子高爾夫世界排名的官方網站